# Der Gestiefelte
Der Gestiefelte - Ein Rotlichtmärchen (en français, Le Botté - Un conte de fées au feu rouge) est une comédie musicale de Wolfgang Böhmer sur un livret de Thomas Pigor. Elle est inspirée du conte Le Maître chat ou le Chat botté par les frères Grimm.

## Argument
Après la mort de sa mère, le pauvre Rainer Müller hérite d'une ventouse parlante. Quand sa copine Pamela le quitte, il est désespéré. Mais alors l'assistante sociale Iris König apparaît. Elle est la fille du célèbre roi des maisons closes Heinz König, qui ne sait pas que sa fille a étudié en secret. Rainer tombe amoureux d'Iris, mais ne sait pas comment faire face à son père. Il réussit à attraper l'un des très döners kebabs sauvages que le roi des maisons closes aime tant la nuit dans les bois autour de Königs Wusterhausen. Le kebab sauvage chante d'une voix grave sur les champignons tordus et l'ignorance d'un asticot.
Lors d'une rencontre fatidique dans un sauna, le bon Rainer réussit à donner au roi des maisons closes l'impression qu'il a du succès dans le milieu des souteneurs à Düsseldorf, pour qu'il l'accepte. De façon inattendue, Rainer rencontre également Iris dans le sauna et tous deux s'avouent leur amour. Après quelques enchevêtrements, ils se retrouvent, et enfin, dans le final, ils chantent le tapis qu'ils veulent utiliser pour meubler leur appartement ensemble.

## Production
La pièce, développée pour de petites tournées musicales, ne compte que trois comédiennes et deux comédiens qui jouent plusieurs rôles et jouent également des instruments. Lors de la première mondiale en décembre 1991 à Wurtzbourg par la compagnie musicale berlinoise College of Hearts, dirigée par Christoph Swoboda, il s'agit de Susanne Betancor, Daniele Drobny, Bettina Wauschke, Kalle Mews et Thomas Pigor.

## Source de la traduction
- (de) Cet article est partiellement ou en totalité issu de l’article de Wikipédia en allemand intitulé « Der Gestiefelte » (voir la liste des auteurs).

1. 1 2 3  (de) « Der Gestiefelte », sur Wolfgang Böhmer (consulté le 3 janvier 2022)
2. 1 2  (de) « Der Gestiefelte », sur musicallexikon.eu, 2020 (consulté le 3 janvier 2022)